# Август 2020 года

Список событий августа 2020 года.

## События
- 1 августа
  - Национальная полиция Украины во время задержания застрелила Романа Скрипника, который 23 июля взял в Полтаве в заложники полицейского[1].
  - В ОАЭ начала работу первая в арабском мире атомная электростанция — АЭС «Барака» в Абу-Даби[2].
  - В Берлине прошёл митинг против повторного введения ограничительных мер для борьбы с пандемией коронавируса, который собрал около 20 тыс. человек[3].
- 2 августа
  - Корабль Crew Dragon вернулся на Землю из первого пилотируемого полёта[4].
- 3 августа
  - Вашингтон и Варшава завершили переговоры по соглашению о расширенном оборонном сотрудничестве, в рамках которого в Польшу будет направлена дополнительно 1 тыс. американских военнослужащих[5].
  - Бывший король Испании Хуан Карлос I сбежал из страны на фоне обвинений в коррупции[6].
- 4 августа
  - В порту Бейрута произошёл масштабный взрыв, повлёкший многочисленные жертвы и разрушения[7].
  - Ураган Исайя обрушился на Нью-Йорк и другие города восточного побережья США[8].
  - В Индии ввели запрет на пользование ещё 47 китайскими электронными приложениями, в число которых входит Baidu Search и Weibo[9].
- 5 августа
  - В США на испытательном полигоне компании SpaceX в районе Бока-Чика (штат Техас), состоялся первый полёт прототипа ракеты Starship SN5[10].
  - Премьер-министр Индии Нарендра Моди совершил закладку храма Рам Джанмабхуми (Места Рождения Рамы) на месте уничтоженной индусскими экстремистами мечети Бабура[11].
- 6 августа
  - Президент США Дональд Трамп подписал указы, которые запрещают американцам вести бизнес с приложениями TikTok (компания ByteDance) и WeChat (Tencent Holdings) и их владельцами, решение ссылается на риск национальной безопасности, связанный с раскрытием персональных данных граждан США[12].
- 7 августа
  - Самолёт Boeing 737-800 авиакомпании Air-India Express, выполнявший рейс из Дубая в Кожикоде, потерпел крушение в результате вылета за пределы взлетно-посадочной полосы аэропорта. В результате авиакатастрофы 21 человек погиб и 167 пострадали[13].
- 8 августа
  - Вероника Ремишова избрана председательницей словацкой парламентской партии «За людей»[англ.] на партийном собрании в Тренчьянске-Теплице[14].
  - Несколько тысяч человек вышли на акцию протеста в Бейруте потребовали наказать высокопоставленных чиновников, которых демонстранты считают виновными во взрыве в порту, повлёкшем множество жертв[15].
  - В ходе операции по разоружению гражданских лиц в городе Тондж в Южном Судане погибли 127 человек[16].
- 9 августа
  - В Республике Беларусь закончились президентские выборы, было объявлено о победе действующего президента Александра Лукашенко. Сторонники кандидата Светланы Тихановской заявились о массовых фальсификациях и вышли на акции протеста во многих городах Белоруссии[17].
- 10 августа
  - Темпы прироста новых заболевших COVID-19 в Индии превысили этот показатель у бывших «рекордсменов» Бразилии и США[18].
  - В Чикаго произошли столкновения мародеров и полиции, злоумышленники разграбили десятки магазинов[19].
- 11 августа
  - Президент России Владимир Путин объявил о регистрации первой в мире вакцины от COVID-19 «Спутник V» разработанной институтом Гамалеи[20].
- 12 августа
  - Президент Литвы Гитанас Науседа заявил, что власти Литвы, Латвии и Польши готовы выступить посредниками в белорусском кризисе, чтобы остановить насилие против граждан Белоруссии[21].
  - Боевики Исламского государства захватили город Мосимбоа-да-Прая в Мозамбике[22].
- 13 августа
  - Израиль и ОАЭ объявили о нормализации отношений[23].
  - Наводнения из-за дождей на реке Курёнган могли повредить Ядерный научно-исследовательский центр в Йонбёне. Об этом говорят исследователи из группы 38 North при Центре имени Генри Стимсона[англ.], изучившие спутниковые снимки этой местности[24].
  - Epic Games запустила свою платёжную систему, которая позволяет приобретать внутриигровую валюту Fortnite вне приложения, после этого компании Apple и Google заблокировали игру в своих магазинах для мобильных платформ, посчитав, что Epic Games нарушила условия договора[25].
- 14 августа
  - Легкоатлет из Уганды Джошуа Чептегеи побил мировой рекорд в беге на 5000 м[26].
- 15 августа
  - Четверо рабочих погибли при обрушении ленточного конвейера на шахте «Воргашорская» в посёлке Воргашор в Республике Коми[27].
  - Полиция задержала свыше 20 активистов, выступающих против разработки известняка на горе Куштау в Башкирии[28].
- 16 августа
  - Посол Белоруссии в Словакии Игорь Лещеня заявил о поддержке протестующих в Белоруссии[29].
  - В Минске на оппозиционную акцию протеста у стелы «Минск — город-герой» собралось от 100 до 200 тыс.[30] сторонников Светланы Тихановской. Многотысячные акции протеста проходят также в Барановичах, Бресте, Витебске, Гродно и других городах республики Беларусь. На провластный митинг в поддержку Лукашенко пришло около 2 тыс. человек[31].
- 17 августа
  - У здания администрации Ишимбайского района в Башкирии прошёл митинг экоактивистов, выступающих против разработки известняка на горе Куштау. Участники протестной акции потребовали отставки главы района Азамата Абдрахманова[32].
  - Власти Ирана оставили в силе приговор на 50 лет заключения пяти гражданам-христианам, которые были обвинены в распространении христианства и действиях против национальной безопасности путем организации и содержания домашних церквей[33].
- 18 августа
  - В Республике Мали воинские части подняли мятеж после продолжающихся более двух месяцев протестов[34].
  - В Сирии в ходе боевых действий погиб российский генерал-майор Вячеслав Гладких. Это третий погибший в Сирии генерал, гибель которого была официально признана Россией[35].
- 20 августа
  - В вылетевшем из Томска самолёте оппозиционный политик Алексей Навальный почувствовал себя плохо. Самолёт совершил экстренную посадку в Омске. Алексей доставлен в больницу, где впал в кому[36].
- 21 августа
  - Власти Турции приняли решение о превращении второй после собора Святой Софии церкви в мечеть. На этот раз смене конфессии подвергся монастырь Хора[37].
  - Завершился очередной раунд трёхсторонних переговоров по «Великой плотине возрождения Эфиопии» (GERD) между Египтом, Суданом и Эфиопией[38].
- 22 августа
  - В ночному клубе столицы Перу, Лиме, произошла массовая давка, унесшая жизни 13 человек, возникшая после прибытия полицейского рейда проверяющего нарушения карантинных мер против COVID-19[39].
- 23 августа
  - Премьер Финляндии Санна Марин единогласно избрана председательницей Социал-демократической партии на партийном съезде в Тампере[40][41].
  - К резиденции президента Белоруссии Дворцу Независимости подошли участники акций протеста оппозиции, через некоторое время в резиденцию прибыл на вертолёте Александр Лукашенко в бронежилете и с автоматом в руке[42].
  - Необычайная жара в штате Калифорния привела к веерным отключениям электроэнергии в этом штате[43].
  - В американском городе Кеноша (штат Висконсин) полиция серьезно ранила 29-летнего афроамериканца Джейкоба Блейка, что стало причиной массовых выступлений в защиту прав афроамериканцев[44].
- 24 августа
  - Японский гонщик Такума Сато выиграл гонку «500 миль Индианаполиса» 2020[45].
  - Канал «Аль-Джазира» сообщил, что власти Кипра выдавали в рамках Кипрской инвестиционной программы, так называемые «золотые паспорта» подозреваемым и обвиняемым в преступлениях иностранцам[46].
  - Берлинская клиника «Шарите», куда Алексея Навального доставили на лечение из Омска, сообщила, что у политика диагностировано отравление веществом из группы ингибиторов холинэстеразы[47].
  - Власти Австрии впервые в истории австро-российских отношений объявили персоной нон-грата российского дипломата[48].
- 25 августа
  - Члены Совета Безопасности ООН не признали требование США восстановить санкции против Ирана в рамках резолюции 2231[49].
- 26 августа
  - Всемирная организация здравоохранения заявила о полном искоренении полиомиелита в Африке[50].
  - Из-за сильных дождей оказались подтоплены залы Третьяковской галереи на Крымском валу[51].
- 28 августа
  - Франция провела совместные военные учения с Кипром, Грецией и Италией к югу от Кипра. Учения начались после того, как Турция направила свое исследовательское судно Oruc Reis в сопровождении группы военных кораблей для сейсмической разведки на греческом морском шельфе близ острова Кастелоризон[52].
- 29 августа
  - В городе Мальмё на юге Швеции после сожжения Корана начались массовые беспорядки и столкновения с силами полиции[53].
  - В Минске прошел женский «марш солидарности», в рамках которого несколько тысяч женщин выразили поддержку согражданам, пострадавшим в ходе протестных акций[54].
  - Митингующие, вышедшие в Берлине на акцию протеста против карантинных мер правительства, попытались штурмом взять Рейхстаг[55].
  - Российский дизайнер Артемий Лебедев получил орден «За заслуги перед Отечеством» II степени[56].
- 30 августа
  - Прошла церемония награждения MTV Video Music Awards, главную премию «Видео года» получил The Weeknd с клипом на песню «Blinding Lights[57]».
  - Лесной пожар в Греции достиг развалин города Микены[58].
  - В Черногории прошли парламентские выборы, в ходе которых правящая Демократическая партия социалистов показала один из самых низких результатов в своей истории, а большинство голосов получила коалиция «За будущее Черногории»[59].
- 31 августа
  - Состоялся первый в истории прямой коммерческий авиарейс из Израиля в ОАЭ[60].
  - Иностранным белым фермерам, лишившимся земли во времена правления Роберта Мугабе власти Зимбабве разрешили подать заявку на возвращение отобранных владений[61].